# Roberto Bernardi
Pour les articles homonymes, voir Bernardi.
Roberto Bernardi, né le 18 mai 1974 à Todi, est un peintre italien.
Il est lié au courant de l'hyperréalisme et du photoréalisme.